# Marrana (Rome)

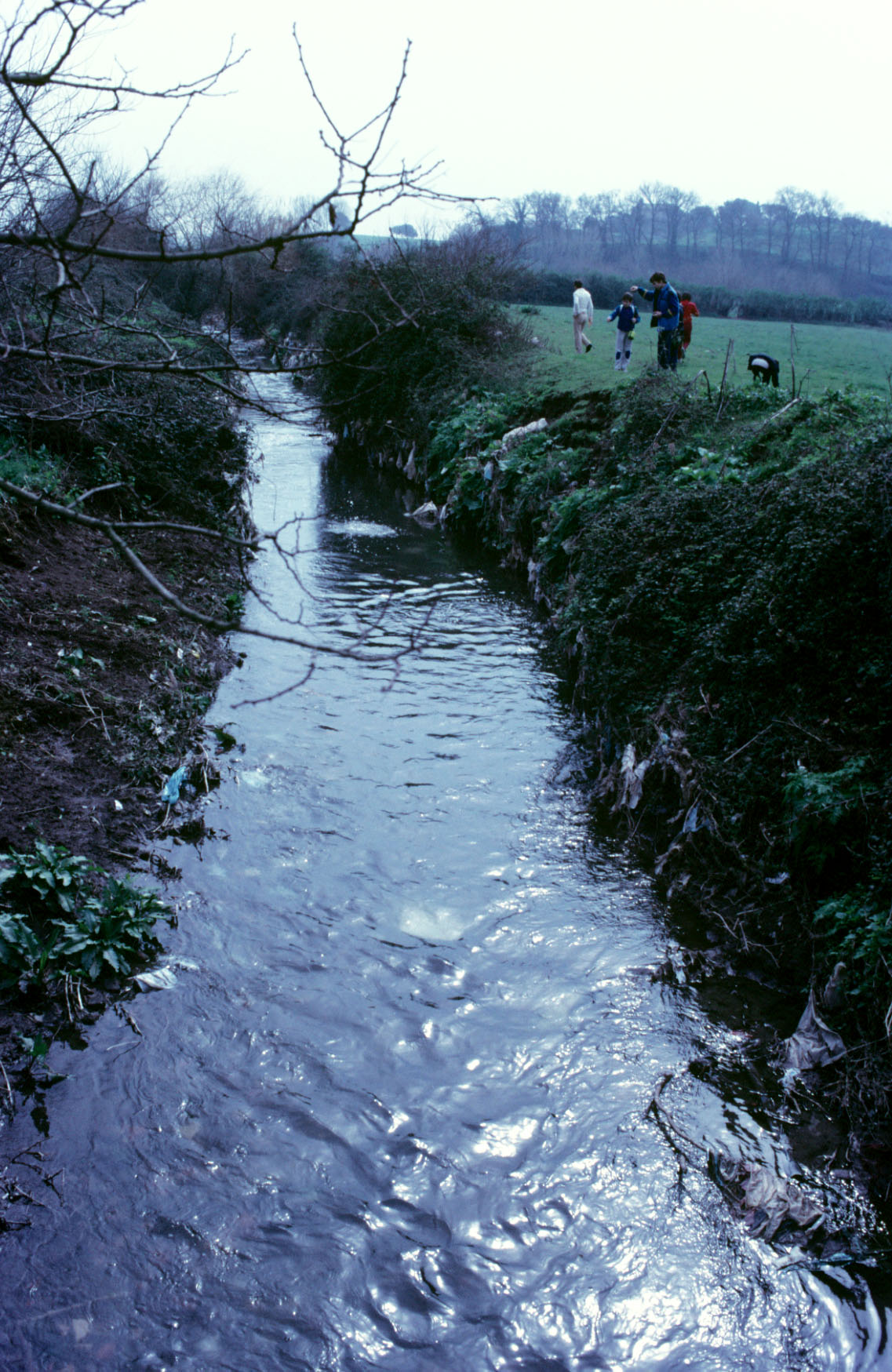
L'Almone dans la vallée de la Caffarella (1986)

Le terme marrana (en dialecte romain, marana) indique, dans la ville de Rome, les fossés et les petits cours d'eau qui traversent la zone urbaine. Le terme semble être dérivé de l'Ager maranus, la zone près de la via Appia où coulait (et coule encore) le fossé de l'Acqua Mariana. Par extension, le mot est resté pour désigner tous les fossés et petits ruisseaux romains.
Les principales marrane romaines sont :
- l'Almone (marrana della Caffarella) ;
- la marrana di Tor Sapienza-Tor Tre Teste ;
- la marrana di Fiorano-Fioranello ;
- la marrana della Cecchignola ;
- la marrana dell'Acqua Acetosa ;
- la marrana di Vallerano ;
- la Magliana ;
- la marrana della Crescenza (2 ponts)-Acquatraversa ;
- la marrana di San Basilio ;
- la marrana di Morena ;
- la marrana di Grotta Perfetta ;
- la marrana de l'Acqua Mariana ;
- le marranella ;
- la marrana di San Giorgio.

D'autres marrane mineures existent, généralement ayant pris le nom de domaines sur lesquels elles se trouvent : la marrana di Val Melaina, la marrana di Settecamini, la marrana de l'acqua vergine, la marrana Lunghezza, la marrana di San Vittorino.

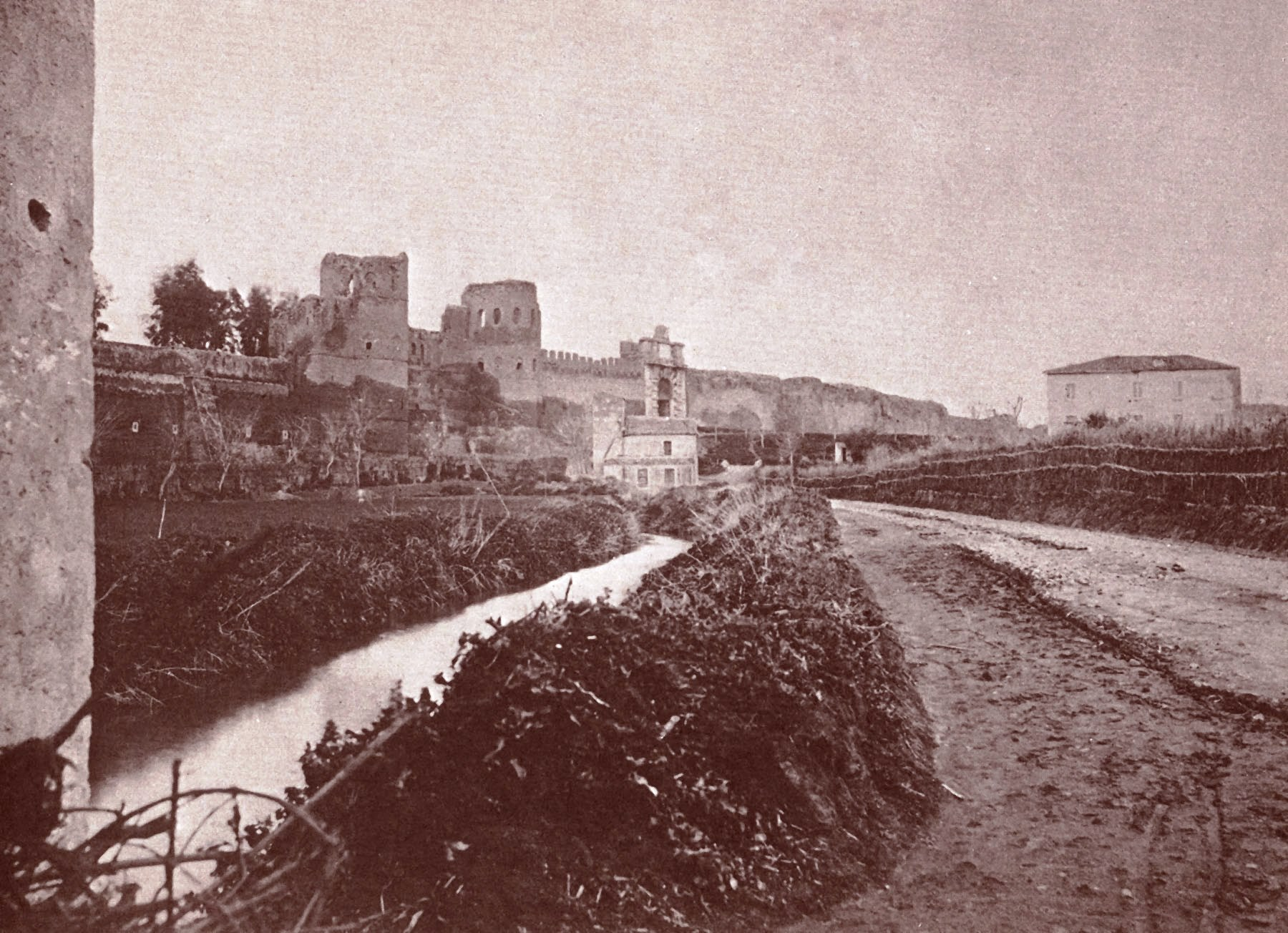
Le fossé des trois Dames à l'extérieur de la porta San Giovanni, sur l'actuelle via Sannio, dans une photo de 1868.

## Marrane souterraines
Certaines des marrane ont été enterrées au siècle dernier, lors des travaux de construction urbains qui laissaient peu d'espace à l'hydrographie originelle de la ville (marrana di Centocelle, marrana di Bravetta, marrana di Casal de' Pazzi, marrana del Mandrione, marrana di Torre Angela); la plupart de ces cours d'eau se déversent dans de très mauvaises conditions écologiques.